# Henri Adhémar de Saint-Alvère de Lostanges
Henri Adhémar de Saint-Alvère, marquis de Lostanges, né le 13 mai 1755 à Versailles et mort le 7 juin 1807 à Londres, est un officier français. 

## Biographie
Chevalier, sous-lieutenant au régiment de Royal-Piémont (1772), il est promu capitaine dans le Royal-Cravates en 1778 puis capitaine en second l'année suivante, maître de camp en second du régiment de Durfort (1780), il devient colonel au Royal-Picardie (1787-1791). Chevalier de l'Ordre de Saint-Louis (1789-1791), il émigre en 1792 à Düsseldorf et est en 1794 capitaine des émigrés du duc de Mortemart au service des britanniques. Il est promu en 1797 maréchal de camp en émigration,. 
Dans le roman de Jules Verne Le Chemin de France (chapitre I), le personnage de Natalis Delpierre lui est recommandé par le comte de Linois. 